# Heisdorf
Pour l’article homonyme, voir Heisdorf (Rhénanie-Palatinat).
Heisdorf (luxembourgeois : Heeschdrëf) est une section de la commune luxembourgeoise de Steinsel située dans le canton de Luxembourg.